# Yenne
Yenne este o comună în departamentul Savoie din sud-estul Franței. În 2009 avea o populație de 2.941 de locuitori.

## Evoluția populației
| An        | 1975  | 1982  | 1990  | 1999  | 2006  | 2009  |
| --------- | ----- | ----- | ----- | ----- | ----- | ----- |
| Populație | 2.152 | 2.359 | 2.449 | 2.599 | 2.811 | 2.941 |

## Personalități născute aici
- Charles Dullin (1885 - 1949), actor, regizor.